# زیرشیروانی (فیلم ۱۹۶۲)
«زیرشیروانی» (ایتالیایی: L'attico) یک فیلم است که در سال ۱۹۶۲ منتشر شد. از بازیگران آن می‌توان به والتر کیاری، لی لا بری نیونه، و توماس میلیان اشاره کرد.